# 謝泌
谢泌（?—?），字宗源，歙县人。

## 生平
少時好学，太平兴国五年苏易简榜進士，官右谏议大夫。有識人之明，所推薦者，皆至卿相。

## 家族
自稱是晉朝太傅谢安二十七世孙。

## 延伸阅读
[在维基数据编辑]
 《宋史·卷306》，出自脱脱《宋史》